# 纖維素乙醇
纖維素乙醇（英語：cellulosic ethanol）是從木材、草，或農作物不可食用部分之木質纖維素產生之一種生物燃料。木質纖維素主要是由纖維素，半纖維素和木質素組成。玉米秸稈、柳枝稷、芒屬植物、木屑、草坪和樹木維護的副產物，皆為生產乙醇的比較流行的木質纖維素原料。與玉米種子和甘蔗等糖來源相比，從木質纖維素生產的乙醇具有原料來源豐富多樣的優點，但是需要有更大的加工量才能提供單醣给微生物，讓微生物通過發酵來生產乙醇。
柳枝稷和芒草是當今正在被研究的主要的生物質材料，因為其具有較高的每英畝生產力。纖維素普遍存在於世界各地自然生長的植物，不需要農耕上的努力即可使其生長。

## 歷史
1819年，法國化學家Henri Braconnot第一個發現用硫酸處理的纖維素能被水解成糖。然後，水解的糖可以處理通過發酵形成乙醇。第一個商業化乙醇生產開始在德國於1898年，在那裡他們用酸来水解纖維素。

## 生產方法
從纖維素生產乙醇的兩種方法是：

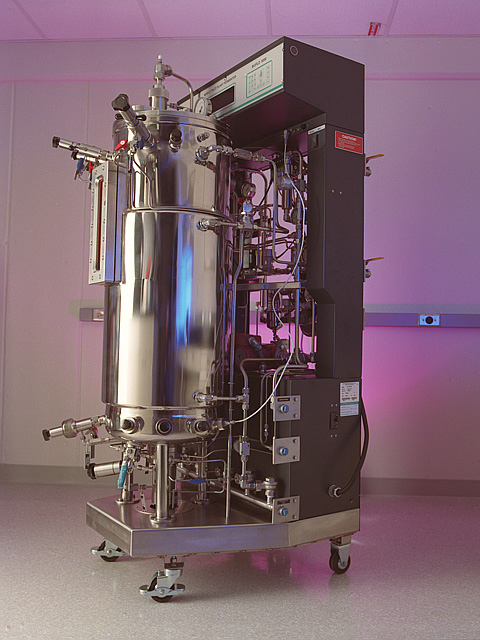
纖維素乙醇研究的生物反應器

- 纤维素分解（cellulolysis），包括由水解預處理的木質纖維素原料，採用酶來分解複雜的纖維素轉化為單糖，如葡萄糖，隨後的發酵和蒸餾。
- 氣化反應（gasification），將所述木質纖維原料轉為氣態的一氧化碳和氫氣。這些氣體可以通過發酵或化學催化轉化成乙醇。

正如普通的純乙醇的生產，這些方法包括蒸餾。

### 纖維素水解（生物的方法）
用生物方法生產乙醇的階段是
1. “預處理”階段，以使木質纖維素材料，如木材或稻草適合於水解
2. 纖維素水解（cellulolysis），打破了這種分子轉化為糖
3. 从殘留材料分離出糖溶液，尤其是木質素
4. 糖溶液的微生物發酵
5. 蒸餾產生大約95％的純酒精
6. 脫水分子篩帶來的乙醇濃度超過99.5％

2010年，基因工程酵母菌株被開發生產自己消化纖維素的酶。假設該技術可以擴展到工業水平，這將消除纖維素水解的一個或多個步驟，從而降低了所需的時間和生產成本。

### 氣化工藝（熱化學方法）

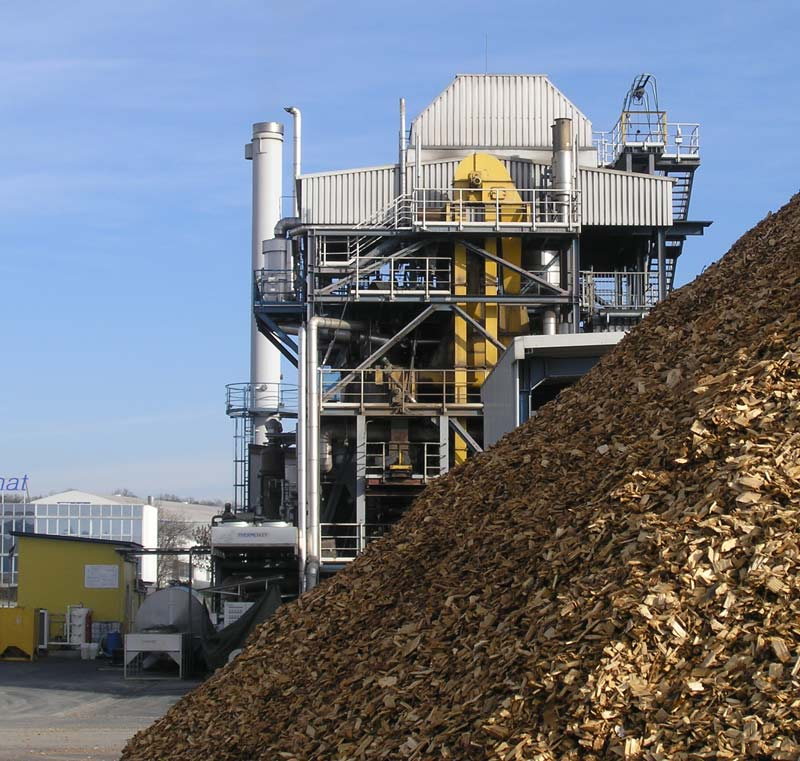
流化床氣化器，位於奧地利布爾根蘭州居興市

氣化過程不依賴於纖維素分解的化學分解。相反打破了纖維素轉化為糖分子，原料中的碳被用部分燃燒轉化成合成氣。然後，一氧化碳，二氧化碳和氫氣可送入一個特殊類型的發酵罐。不同于使用糖發酵用酵母，這種合成氣發酵工藝使用楊氏梭菌（Clostridium ljungdahlii）的細菌。這種微生物將攝取一氧化碳，二氧化碳和氫，並產生乙醇和水。該過程因此可以分成三步：
1. 氣化 - 複雜的基於碳的分子被分解開为一氧化碳，二氧化碳和氫氣
2. 發酵 - 利用楊氏梭菌生物轉換的一氧化碳，二氧化碳和氫氣轉化成乙醇
3. 蒸餾 - 乙醇與水分離

最近的一項研究發現了另一個梭狀芽孢桿菌的細菌，這似乎是上文提到的从一氧化碳製造乙醇效率的兩倍。
另外一种替代方法是，气化的合成气可以被馈送到催化反应器中，在那里它被用于通过热化学方法来生产乙醇和其它高级醇。这个过程也可以产生其他类型的液体燃料，一种替代的概念在蒙特利尔的公司Enerkem在他们位于魁北克韦斯特伯里工厂成功地得到证明。

## 經濟
轉移到可再生燃料資源已經是很多年的目標了。 然而，大多數的可再生燃料生產是使用玉米生產的乙醇。在2000年，美國的玉米乙醇生產只有62億升，而在短短的十年（2010年）中，它已經擴大800％到500億升。轉移到可再生燃料資源的政府壓力已經明顯，因為美國環境保護局已經實施了2007年可再生燃料標準（RFS）使用一個百分比可再生燃料的產品，否則將面臨處罰。取代玉米轉移到纖維素乙醇生產已經由美國政府大力推動。即使這些政策的頒布，和政府企图建立一個纖維素乙醇市場，這種燃料在2010年和2011年仍沒有商業化生產。能源獨立和安全法案最初設置的目標為分別是在2010年為1億美制加侖，在2011年為2.5億美制加侖，及在2012年為5億美制加侖。然而，在2012年被预计生产纤维素乙醇约为1050万美制加仑，其目标还很远。仅在2007年，美国政府提供的10亿美元的纤维素乙醇项目，而中国投资5亿美元投入纤维素乙醇的研究。

## 纖維素乙醇商業化
纖維素乙醇商品化是把含纖維素的有機物質轉化為燃料的方法的建立成一個工業的過程。公司例如Iogen公司，POET公司和阿文戈亞（Abengoa）公司正在建設精煉廠能夠處理生物質並將其轉化為乙醇，而例如杜邦公司，Diversa公司，諾維信公司，和Dyadic公司生產的酶可以开创一個纖維素乙醇的未來。把以糧食作物为原料轉移到以廢渣和天然草本植物为原料提供了顯著的機會给一系列参与者，從農民到生物技術公司，還有從項目開發商到投資者。
於2008年，纖維素乙醇工業發展了一些新的商業規模的工廠。在美國，每年共計1200萬升（317萬加侖）的工廠投入運作，另外每年8000萬升（2110萬加侖）單位容量 - 26個新工廠 - 正在建設中。在加拿大，每年有600萬升的產能運作。在歐洲，一些在德國，西班牙，瑞典的工廠運營，有每年1000萬升的產能正在建造。

## 參看
- 纖維素乙醇商品化（英语：Cellulosic ethanol commercialization）
- 藻類生質燃料（algal biofuel，algae fuel）
- 生物燃料
- 丁醇
- 粉红粘帚霉（Gliocladium roseum）
- 生命週期評估（英文：Life Cycle Assessment, LCA；德文：Ökobilanz）
- 甲醇
- 嗜熱生物
- 湯馬斯·佛里曼（Thomas Friedman）